# Nicolas Perrée de La Villestreux
Pour les autres membres de la famille, voir Famille Perrée de la Villestreux.
Nicolas Perrée du Coudray de la Villestreux (né le 10 janvier 1690 à Saint-Malo et mort le 11 janvier 1766 à Nantes) est un négociant et armateur négrier de la ville de Nantes au XVIIIe siècle.

## Biographie
Il était le fils d'Hélène Vital de Montgrué, fille d'un capitaine des Galères du Roi, et de Pierre Perrée du Coudray de la Villestreux, corsaire et navigateur au long cours de Saint-Malo, qui fut parmi les premiers à franchir le détroit de Magellan en 1703, pour aller commercer avec les riches villes minières de l'empire espagnol d'Amérique du Sud.
Nicolas Perrée du Coudray de la Villestreux accompagnait son père sur le bateau qui passa le détroit de Magellan. Il fut ensuite directeur général de la compagnie des Indes, après avoir été capitaine de vaisseau au service du roi d'Espagne, puis se fixa à Nantes.
Il avait entretemps épousé Louise Bossinot du Montay en 1719 à Saint-Malo. 
Entre 1722 et 1739, le négociant met sur pied sept expéditions de traite négrière

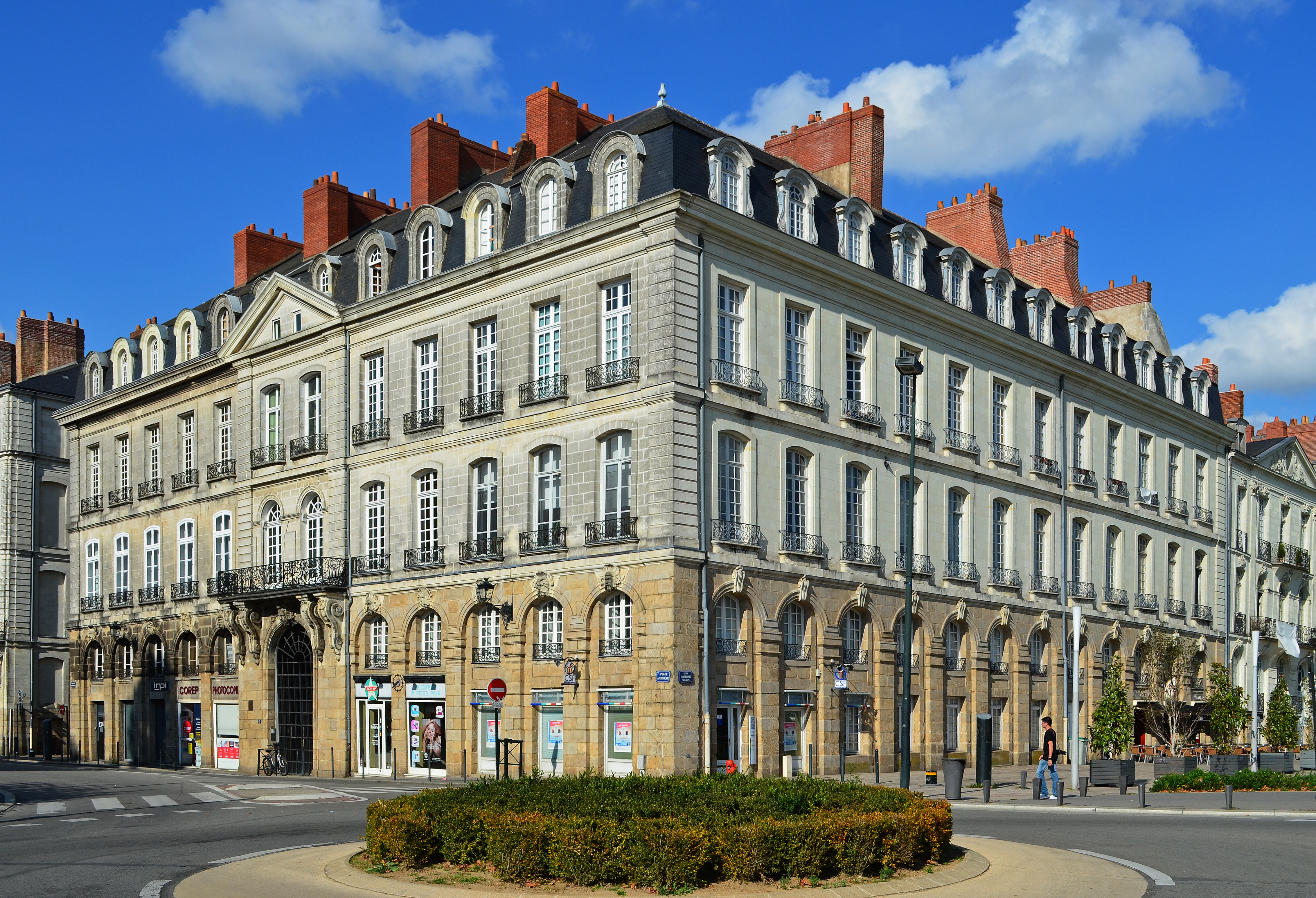
Hôtel Villetreux

Lors de la création du lotissement de l’île Feydeau de Nantes, il fit construire, entre 1743 et 1754, au no 3 de la place de la Petite-Hollande, l'hôtel qui porte son nom, sur deux lots, ce qui lui donne d'impressionnantes proportions, l'ensemble permettant de loger près de 140 personnes.
Au siècle suivant le baron Paul de La Villestreux (1828-1871?) diplomate français qui fut en poste à Florence, fut un amateur d'art et bibliophile dont les importantes collections furent dispersées en plusieurs ventes aux enchères publiques en 1872, dans les conditions suivantes :
- les tableaux et objets d'art (présentés avec ceux du comte de Nahuys) les 27 et 28 février à Bruxelles (galerie Saint-Luc);
- les estampes les 4, 5 et 6 avril à Bruxelles;
- les "livres rares et précieux" les 8, 9 et 10 avril à Paris (Hôtel Drouot); le catalogue de cette vacation édité par L. Potier a été réédité (London, Forgetter Books, 2013).

Sa collection de céramiques anciennes comprenait entre autres un "plat à reptiles" semblable à un exemplaire de Bernard Palissy conservé au musée du Louvre, qui fut reproduit (planche lithographiée en couleurs de Lemercier, rue de Seine, Paris - arch. pers.)